# Арайц
Арайц, Арайс (баск. Araitz (офіційна назва), ісп. Araiz) — муніципалітет в Іспанії, у складі автономної спільноти Наварра. Населення — 582 особи (2009).
Муніципалітет розташований на відстані близько 320 км на північний схід від Мадрида, 37 км на північний захід від Памплони.
На території муніципалітету розташовані такі населені пункти: (дані про населення за 2009 рік)
- Аскарате: 98 осіб
- Гайнца: 74 особи
- Інца: 72 особи
- Устегі: 63 особи
- Аррібе: 159 осіб
- Аталью: 116 осіб

## Демографія
Динаміка населення (INE ):

## Галерея зображень

Розташування муніципалітету